# Богословская академия Украинской автокефальной православной церкви
Богосло́вская акаде́мия УАПЦ — учебное и научное заведение Украинской автокефальной православной церкви (УАПЦ) в эмиграции. Создана в 1946 году в Мюнхене.

## Создание
24 августа 1946 года на заседании Священного Синода УАПЦ был утвержден руководящий состав и Устав академии, первоначально названной «Богословско-педагогическая академия УАПЦ». Она состояла из двух факультетов: богословского и педагогического. Ректором назначен П. Ковалёв. С декабря 1947 года академия стала называться «Богословская академия УАПЦ».

## Деятельность академии
Деятельность академии началась 17 ноября 1946 года с воскресной литургии. Академической базой стала Свято-Покровская церковь, являвшаяся кафедральной церковью Мюнхенской епархии в Германии. Первоначально лекции читались в её притворе. С января 1948 года занятия переместились в отдельные помещения, где также существовало студенческое общежитие. В академическом храме проходили богослужения и практические занятия.
Учебный план включал догматическое, нравственное и сравнительное богословие, литургику, гомилетику, историю философии, логику, языки и т. п.

## Последующая история
В дальнейшем, в связи с выездом профессоров и большинства студентов в США, Богословская академия УАПЦ прекратила своё существование.